# Regione di Maranoa
La regione di Maranoa è una Local Government Area che si trova nel Queensland. Essa si estende su una superficie di 58.830 chilometri quadrati e ha una popolazione di 13.076 abitanti. La sede del consiglio si trova a Roma.